# Toller Cranston

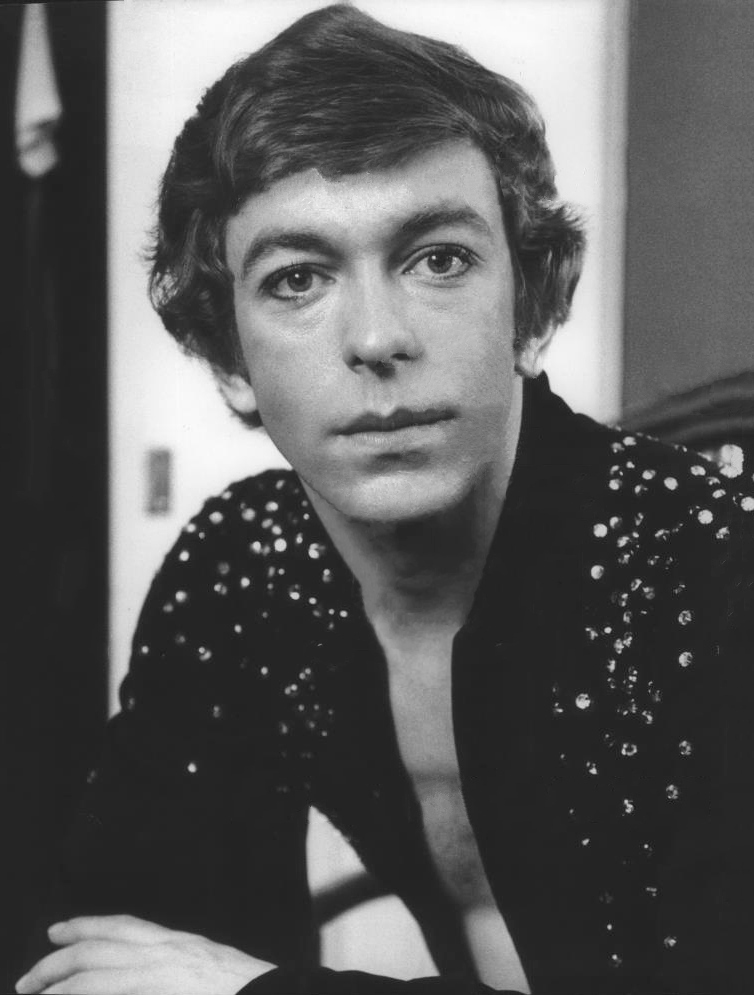
Toller Cranston in 1977

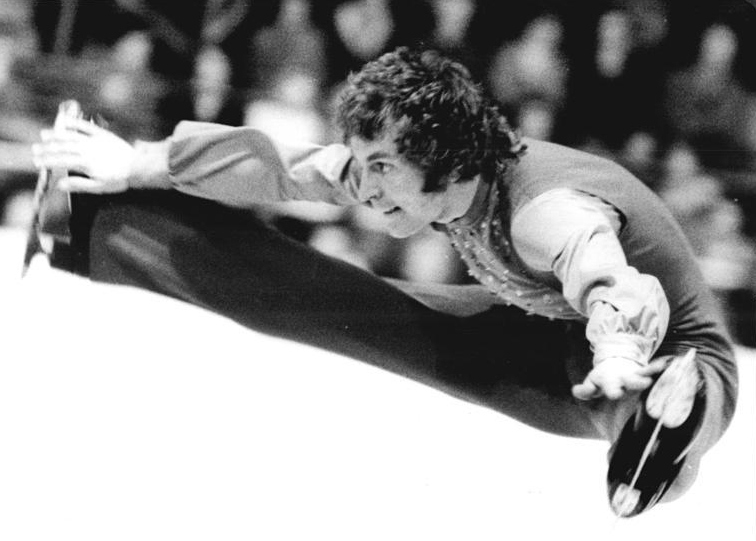
Toller Cranston in 1974

Toller Cranston (Hamilton (Ontario), 20 april 1949 – San Miguel de Allende, 24 januari 2015) was een Canadees kunstschaatser.

## Biografie
Cranston startte zijn professionele carrière in het seizoen 1967-1968 toen hij een 4de plaats behaalde op de Canadese Kampioenschappen. Gesteund door zijn Nederlands-Canadese coach Ellen Burka ontwikkelde hij een baanbrekende artistieke stijl.Cranston zou uiteindelijk zes maal Canadees kampioen worden. Voor de Olympische Winterspelen 1968 kon hij zich niet plaatsen. Op de Olympische Winterspelen 1972 behaalde hij een 9de plaats. In 1974 behaalde hij een bronzen medaille op het Wereldkampioenschap. Zijn hoogtepunt zou komen op de Olympische Winterspelen 1976 waar hij brons behaalde.
Na zijn carrière vestigde hij zich in Mexico, waar hij zich bezighield met schilderen.
Hij overleed in 2015 op 65-jarige leeftijd.
| Logo van de Olympische Spelen | Goud | Zilver | Brons | Logo van de Olympische Spelen |
|                               | 0    | 0      | 1     |                               |

- Gemeinsame Normdatei: 121381315
- International Standard Name Identifier: 0000 0001 1494 0325
- Library of Congress Control Number: n50017152
- SNAC: w6df7hpv
- Virtual International Authority File: 79451155
- WorldCat: E39PBJfGRCyWHKTr6V86v9d84q

1. ↑  Het Parool 10 januari 2015